# 约翰内斯·托马斯
约翰内斯·托马斯（德語：Johannes Thomas，1949年9月11日—），德国男子赛艇运动员。他曾代表东德参加1976年夏季奥林匹克运动会赛艇比赛，获得男子四人单桨有舵手银牌。